# Sanding (Tampaksiring)
Sanding is een bestuurslaag in het regentschap Gianyar van de provincie Bali, Indonesië. Sanding telt 3259 inwoners (volkstelling 2010).